# Stoličná hora
Stoličná hora (tjeckiska: Kvádrberk) är en kulle i Tjeckien.   Den ligger i regionen Ústí nad Labem, i den norra delen av landet, 80 km norr om huvudstaden Prag. Toppen på Stoličná hora är 310 meter över havet, eller 123 meter över den omgivande terrängen. Bredden vid basen är 1,4 km.
Terrängen runt Stoličná hora är kuperad söderut, men norrut är den platt.Runt Stoličná hora är det ganska tätbefolkat, med 108 invånare per kvadratkilometer. Närmaste större samhälle är Děčín, 1,7 km väster om Stoličná hora. I omgivningarna runt Stoličná hora växer i huvudsak blandskog.